# Bernardo Luis Cotoner y Ballester
Bernardo Cotoner y Ballester (1574-1645), hijo en segundas nupcias de Antonio Cotoner y Vallobar se dedicó al estudio de las leyes, y en la célebre Universidad de Aviñón recibió la borla de doctor en ambos derechos.
Doctor en ambos derechos, Religioso dominico, fue canónigo de la catedral y ejerció diversos cargos en el Tribunal de la Inquisición de Mallorca. 1621 fue nombrado Inquisidor Apostólico de Cerdeña y más adelante Inquisidor General de Cataluña, Aragón y Valencia, ministerios que ejerció entre 1629 y 1641. Hombre muy culto, en su biblioteca particular atesoraba cerca de cuatrocientos volúmenes. Falleció en Palma el 3 de enero de 1645.